# Edi Martini
Eduard „Edi“ Martini (* 2. Januar 1975 in Shkodra) ist ein ehemaliger albanischer Fußballspieler und nunmehriger -trainer.

## Karriere

### Als Spieler

#### Verein
Martini begann seine Karriere beim KS Vllaznia Shkodra. Zur Saison 1994/95 wechselte er nach Slowenien zum NK Slavija Vevče. Für Slavija kam er zu 20 Einsätzen in der 1. SNL, in denen er neun Tore erzielte. Mit dem Verein stieg er allerdings zu Saisonende in die 2. SNL ab.
Daraufhin wechselte er zur Saison 1995/96 zum österreichischen Zweitligisten SAK Klagenfurt. Für die Kärntner kam er in jener Spielzeit zu 17 Einsätzen in der zweiten Liga, in denen er vier Tore erzielte. Allerdings stieg Martini auch mit dem SAK ab. Zur Saison 1996/97 kehrte er in seine Heimat Shkodra zurück. Zur Saison 1997/98 wechselte er nach Deutschland zum Zweitligisten Eintracht Frankfurt. Für die Eintracht kam er in seiner ersten Saison zu einem Einsatz in der 2. Bundesliga und stieg mit dem Verein am Saisonende in die Bundesliga auf. In dieser kam er jedoch nicht zum Einsatz.
Zur Saison 1999/2000 kehrte Martini erneut zu Vllaznia Shkodra zurück. Im Sommer 2000 wechselte er zum KS Luftëtari Gjirokastra, im Januar 2001 folgte ein weiteres Engagement bei Vllaznia. Im Januar 2003 schloss er sich dem KS Besëlidhja Lezha an, ehe er zur Saison 2003/04 abermals nach Shkodra zurückkehrte. Zur Saison 2004/05 wechselte Martini zum KF Apolonia Fier, bei dem er nach der Saison 2005/06 seine Karriere beendete.

#### Nationalmannschaft
Martini debütierte im Mai 1994 gegen Mazedonien sein erstes Spiel für die albanische Nationalmannschaft. Insgesamt kam er im Nationalteam zwei Mal zum Einsatz.

### Als Trainer
Martini wurde im Dezember 2009 Trainer seines Heimatvereins KS Vllaznia Shkodra. Zur Saison 2010/11 wechselte er zum Ligakonkurrenten KS Teuta Durrës. Nach einer Spielzeit verließ er Teuta wieder. Im November 2012 übernahm er den KS Luftëtari Gjirokastra, von dem er im April 2013 wieder entlassen wurde. Im Dezember 2019 wurde er ein zweites Mal Trainer von Teuta.

## Sonstiges
Vor seinem Wechsel zur Eintracht setzte sich Martini gemeinsam mit Adrian Dashi nach einem Jugendländerspiel von Albanien in Spanien in den Westen ab. Die beiden wurden von einem Scout der Frankfurter entdeckt und schließlich verpflichtet.